# 片岡弘次
片岡 弘次（かたおか ひろじ、1941年6月18日 - ）は、日本のウルドゥー語学者。大東文化大学名誉教授。

## 経歴
埼玉県生まれ。1969年東京外国語大学インド・パーキスターン語科卒、同大学院アジア第二言語修了。1971から1973年まで、パキスタン・カラチ大学に学ぶ。その後大東文化大学にて教授、国際関係学部長、国際交流センター所長。
2009年パキスタン政府より、ウルドゥー文学の翻訳と日本でのウルドゥー語の振興に寄与したことでシターラ・エ・イムティアーズ勲章叙勲。2011年『ジブリールの翼』で日本翻訳家協会特別賞受賞。2012年定年退任、名誉教授。ウルドゥー文学専攻。

## 編著
- 『21世紀の民族と国家 第11巻　少数民族の生活と文化』編 未來社 1998

### 翻訳
- サアーダット・ハサン・マントー『黒いシャルワール マントー短編集』鈴木斌共編訳 大同生命国際文化基金 1988
- サアーダット・ハサン・マントー『グルムク・スィングの遺言 マントー短編集』鈴木斌共編訳 大同生命国際文化基金 1990
- ファイズ・アハマド・ファイズ『ファイズ詩集』訳編 花神社 1994
- A.J.カイサル『インドの伝統技術と西欧文明』多田博一,篠田隆共訳 大東文化大学国際関係学部現代アジア研究所監修 平凡社 1998
- 『ガーリブ詩集』訳注 花神社 2006
- ムハンマド・イクバール『ジブリールの翼』大同生命国際文化基金 アジアの現代文芸 パキスタン 2011
- ムハンマド・イクバール『隊商の旅立ちを告げる銅鑼の音 イクバール詩集』訳注 花神社 2011

## 参考
- 『現代日本人名録』2002年
- 大東文化大学
- 大東文化大学